# Sol del Paraguay
A Sol del Paraguay foi uma companhia aérea paraguaia dedicada a vôos comerciais e fretamentos, com base no Aeroporto Internacional Silvio Pettirossi de Assunção.

## Historia
“Sol del Paraguay”  começou uma empresa de transporte rodoviário com rotas nacionais e internacionais. A partir de 2010 se iniciou o processo legal para  operar também no ramo de transporte aéreo, atualmente conta com 3 Fokker 100 com capacidade para 108 pessoas cada, também conta com um Fokker100 pedido.  Operava os vôos: Ciudad del Este- Asunción- Buenos Aires. Em Julho de 2012 anunciou São Paulo, mas acabou encerrando operações no dia 1 de agosto de 2012.

## Frota
| Avión      | Unidades disponibles | Órdenes | Butacas | Matriculas y Nombres                                                    | Notas                                                    |
| ---------- | -------------------- | ------- | ------- | ----------------------------------------------------------------------- | -------------------------------------------------------- |
| Fokker 100 | 3                    | 1       | 108     | ZP-CAL "Lago de Ypacaraí" ZP-CFL "Itapúa Poty" ZP-CJK "Héroes de Chaco" | Anteriormente pertenecían a la aerolínea Click Mexicana. |
| Total      | 3                    | 1       |         |                                                                         |                                                          |